# Sandford Orcas
Sandford Orcas est une paroisse civile et un village du Dorset, en Angleterre.